# Turquí
Turquí (del árabe turkī, y este del turco türk) o azul turquí es una tonalidad oscura y profunda, a veces purpúrea, del color azul.
El color turquí no está definido con exactitud, por lo que puede referirse a cualquier azul muy oscuro, semejante al añil, al índigo o al azul de Prusia. Antiguamente se llamaba «turquí» al color índigo de la escala newtoniana, que es el azul más oscuro del espectro de luz visible; por ello a veces se define al turquí como el azul más oscuro posible.
A veces se ha llamado turquí al color turquesa, así como al color heráldico azur.

## Usos
Turquí es la denominación del azul del escudo nacional, de la bandera y de la escarapela o cucarda de Chile, según su legislación. También el azul de la bandera y del escudo de Cuba se describe tradicionalmente como turquí.

Bandera de Chile
Bandera de Cuba
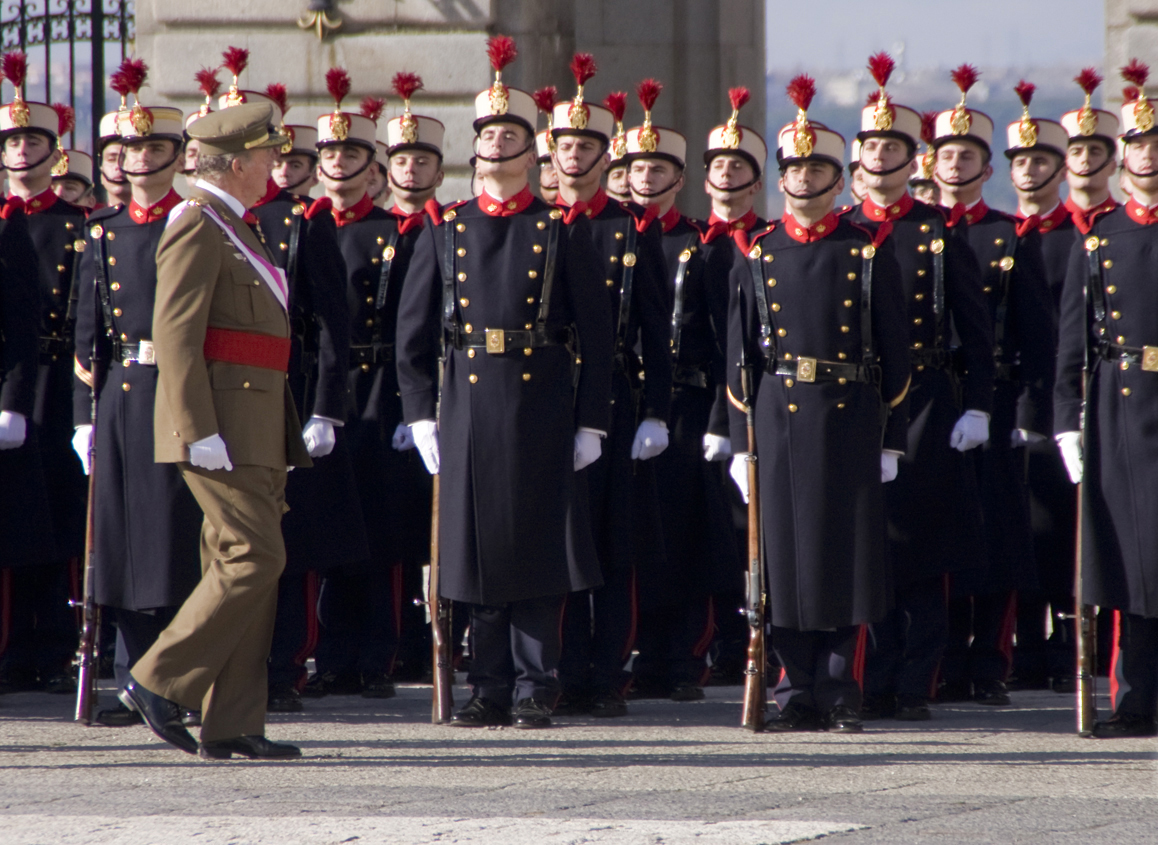
Guardia real española en color turquí.

El turquí es también el color académico de las facultades de ciencias de las universidades españolas, y fue usado antiguamente en los uniformes del Ejército y de la Armada de España; en la actualidad es común en la uniformidad de la Guardia Real española.